# Fang-Schwert
Das Fang-Schwert ist ein Kurzschwert aus Afrika. Genutzt wurde es von den in Äquatorialguinea, Gabun und Kamerun lebenden Fang. Die Schwerter sind unter den Bezeichnungen ntsakh oder fa bekannt.

## Beschreibung
Die Gesamtlänge des typischen Schwertes klassifiziert es als Kurzschwert, aber es gibt eine große Bandbreite. Aus dem Griff ragen kleine zylindrische Parierstangen heraus. Danach geht der Griff in eine Art Fehlschärfe über. Der hölzerne Griff ist oft mit Nägeln und Drahtumwicklungen aus Messing verziert. Das Schwert hat eine gerade, zweischneidige Klinge. Die Klinge hat kurz nach dem Griff eine pilzförmige Fehlschärfe. Die gerade Klinge beginnt mit spitzen, hakenförmigen Ausschmiedungen auf jeder Schneidenseite, die in Richtung des Griffes zeigen. Gewöhnlich gehören zu den Schwertern hölzerne Scheiden, welche mit Echsenhaut oder punziertem Messingblech verziert sind. Die typische Form der Scheide folgt nicht der Form der Klinge, sondern endet ausgeweitet.